# Леслі Роу
Леслі Адріан Роу (англ. Leslie Rowe) (1945, Мельбурн) — австралійський дипломат. Надзвичайний і Повноважний Посол Австралії в Україні за сумісництвом.

## Життєпис
Народився в 1945 році в місті Мельбурні. Закінчив Мельбурнський університет.
З 1998 по 2002 — працював на керівних посадах в посольствах Австралії в Індонезії, Новій Каледонії, в ООН, в Лівані, Португалії і Гані.
З квітня 2002 по 2005 — Надзвичайний і Повноважний Посол Австралії в Росії та в Україні за сумісництвом, одночасно представляв інтереси Австралії у Білорусі, Грузії, Вірменії, Казахстані, Киргизстані, Таджикистані, Туркменистані і Узбекистані.